# 方位磁針

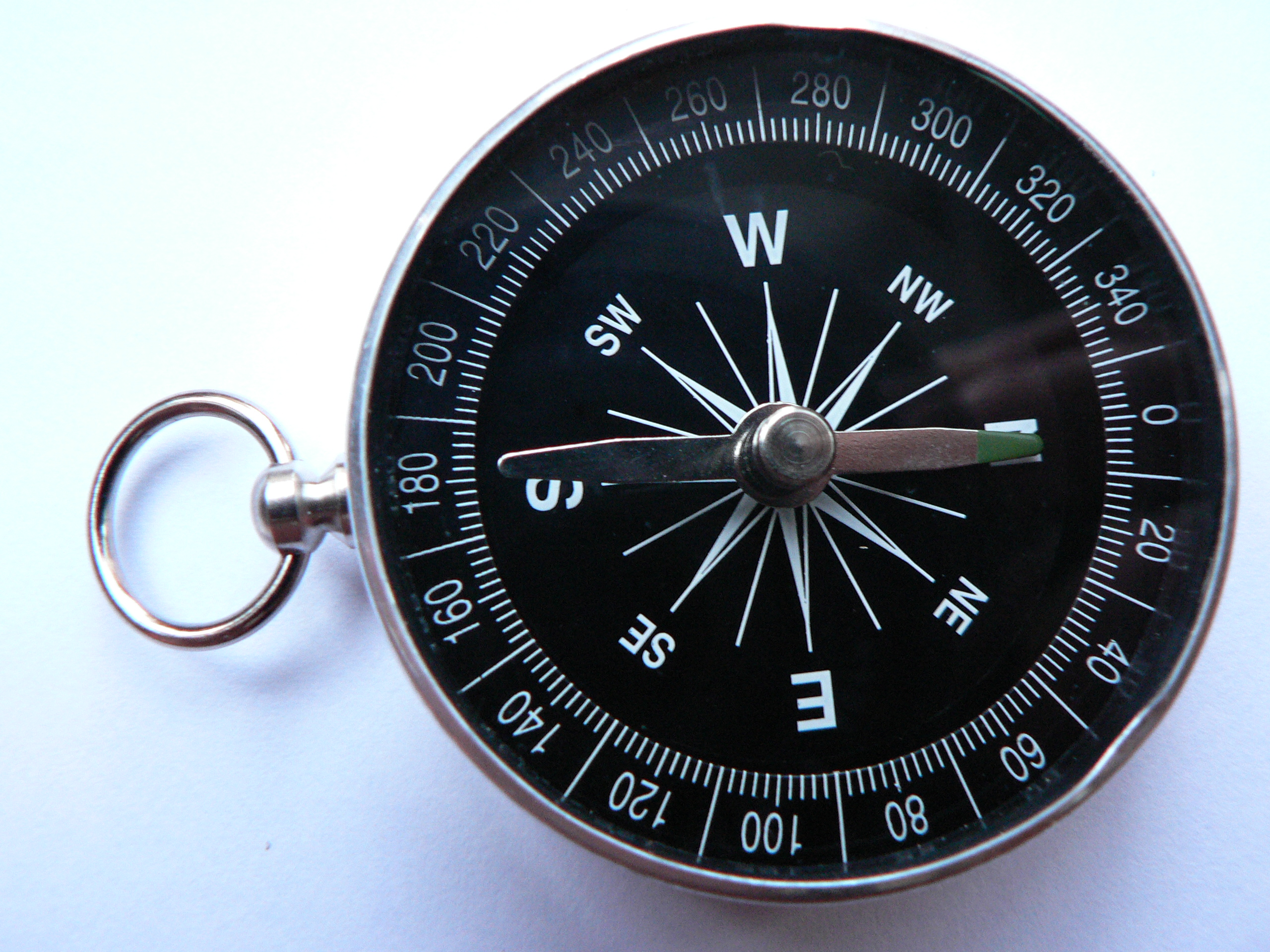
方位磁針

方位磁針（ほういじしん、英: compass コンパス）は、磁石を用いて方位を知るための道具。方位磁石、あるいは単に「磁針」とも呼ばれる。
ナビゲーション（航海術）などに使うための道具として仕立てられた方位磁針は伝統的には「羅針盤（らしんばん）」と呼ばれた。より複雑な羅針儀（らしんぎ）は水平を維持するジンバルと呼ばれる機構と、全周の360度に目盛を付けたコンパスカードと呼ばれる板からなる。また、振動等を軽減する機構をもつ磁気コンパス（電子コンパス）というタイプもある。

## 概略
方位磁石は地磁気を利用した道具であり、磁石を自由に動くようにしておくと南北を指し示す性質を利用して方位を知るための道具である。
方位磁針は、N極とS極がそれぞれ一つずつ現われるように着磁されている磁石を、自由に回転できるように支持したものである。N極を各地点でのほぼ北方向に、S極をほぼ南方向に向けた状態で停止する。

### compassという呼称
語源は中世ラテン語compassareに由来し「共に歩く」「（歩幅で）測る」の意味。飯島幸人はcomは「円」をpassusは「くぎり」を表し「円を方位に分割する」との意味から出たものとする。製図用具としてのコンパスの呼称は日葡辞書(1603年）や和漢三才図会(1712年）にも見られポルトガル語に基づく（compasso）ものであり早くから用いられていたことが分かる。ポルトガル語では方位磁針のことをa bússola、両脚器のことをcompassoと呼び分けており、フランス語やイタリア語なども類似の区別をするが、英語やドイツ語などアングロサクソン語系では両脚器のこともコンパス（類似）の呼称を採用している。

#### 簡易な作り方
方位磁針は素朴な作り方としては、縫い針（や待ち針や短い針金など）に磁石をこすりつけ磁気を帯びさせ、それを小さな木の葉（発泡スチロール片、小さな木片、折り紙で作る小舟など）に乗せ水に浮かべるといった方法でも実現することができる。

### 偏差と自差
なお方位磁針が実際に指示する方向は局所的な磁界の方向であり、地図上の厳密な真北および真南を指してはいない。そのズレの角度を「偏角（へんかく）」と言う。しかもそのズレ（偏角）は場所によって異なり、また時間によっても変化する。例えば札幌では磁北の向きが「地図の北」よりも約9度西にずれており、それに対し那覇ではそのずれは約5度である。
この局所的な磁界の方向と実際の真北および真南のなす方向との違いは、「偏差」と「自差」により説明される。

#### 偏差
方位磁針が指示する方向は、後述する自差を無視できるとき、地磁気による磁気子午線上の北（磁北）と南（磁南）を結ぶ方向である（「磁針方位」という）。この磁針方位と、厳密な北（真の子午線上の北、地軸と地球表面の北側の交点、すなわち真北）および厳密な南（真の子午線上の南、地軸と地球表面の南側の交点、すなわち真南）を結ぶ方向とがなす角度は、現在の地球表面付近の多くの場所において0ではない。この角度を「偏差」（または「磁気偏角」あるいは単に「偏角」）と呼ぶ。偏差はバリエーションとも呼ばれ、記号では「Var.」と略記される。
偏角の向きおよび大きさは、地球上の地域によって異なり、時間的にも常に変化している。一年間に生じる偏差のずれを年差という。

偏角はこのように場所や年代によって複雑に変化している。

磁北が真北より右に傾いている場合を偏東（または偏東偏差）、左に傾いている場合を偏西（偏西偏差）といい、例えば「偏東〇°〇〇′」等と表現する。日本国内の偏角は、国土地理院地磁気測量ホームページで概算でき、地形図（国土地理院発行基本図）にも「磁針方位は西偏約〇°〇〇′」等と偏差が明示されている。2015年現在の日本列島の概略の偏差は、沖縄で西偏5度、九州・四国・本州では西偏7度から西偏8度、北海道で最大西偏10度である。日本国外では、地域によっては数十度にも達する。
登山などで方位磁針とともに地形図などの地図を用いる際に方位磁針のみにより正確な真北を知りうるためには、偏差の角度に合わせた磁北と磁南を結ぶ直線を例えば数センチ間隔で分度器等により正しい角度で予め図面上に書き入れておくことが有用である。また、航海用の海図には、羅針図（コンパス図・コンパスローズ）が図面上に描かれている。これは同心円の大径円により真方位目盛を、また小径円により磁針方位目盛を描いたものであり、偏差を反映した方角を簡単に読み取ることができるようにしたものである。なおこの場合の偏差の値については、コンパス図中に「偏差（測定年）年差」の順に、例えば「Var. 9°-00′Ｗ(1989) 2′.0 Ｗ ann.」のように記載されている。
地磁気の北極については、実際の地磁気が鉛直下向きとなる北磁極がカナダの北方海上部に、また、地球を磁気双極子に見立てたときのN極（「地磁気北極」）はグリーンランド北西に位置している。これに対し、地磁気の南極については、実際の地磁気が鉛直上向きとなる南磁極は南極大陸近辺の海上部に、また、地球を磁気双極子に見立てたときのS極（「地磁気南極」）は南極大陸の陸上部に位置している。なお、これら北磁極および南磁極の近辺では方位磁針は誤差が大きい。なおバイカル湖の北にはあたかも磁極があるかのような地磁気の異常分布が存在し、これが1800年頃から顕著になっている。

#### 自差
方位磁針は近くに鉄製品や磁石があるとその影響を受けて磁気子午線上の北（磁北）とも若干異なる方向を指すことがある。この差を「自差」と呼ぶ。自差はデビエーションとも呼ばれ、記号では「Dev.」と略記される。船舶の場合、エンジンやモーター類などがその原因となる。具体的な自差の出方は、方位磁針の種類により異なり、また、船首方向の転換、船体の傾斜、積荷の移動、落雷などの影響を受け一定しない。
スマートフォンに内蔵された電子コンパスは、スマートフォンの部品が発する磁気に影響を受けエラーが発生することがあるため、電子コンパスモジュールを製造している旭化成エレクトロニクスでは、キャリブレーションとしてスマートフォンを8の字に回す方法を推奨しており、特許も取得している。

### 伏角
磁力線は赤道付近以外では地面と平行に走っているわけではなく、北半球の多くの地域の場合、地面の中に向かって突き進むような方向に走っている。そのため針が斜めになってしまわないように、S極側を重くすることで釣り合わせている。
なお、均一の重心の方位磁針では、東京だと47度上下にお辞儀をしてしまう。

### 周囲の磁石や金属の影響
なお方位磁針の近くに他の磁石、大きな金属物体（たとえば金属製の大きな本棚・商品棚・冷蔵庫など）、使用者が身に付けた金属物体（たとえばスチールヘルメット・銃器・刃物や工具など）、直流電流などが流れている電線、電流が流れている電磁石などがある場合も、その影響を受け、その場の磁界が変化し、方位磁針が指す向きは変化する。したがって正確な磁北を知りたい場合はそれらのものを遠ざけて方位磁針を使用するべきだ、とされている。
反対にそうした性質を利用して、学校の理科の授業で方位磁針を用いて、電磁石の実験、アンペールの実験の再現、アンペールの法則を確認する実験などが行われることがある。
- 磁界を変化させ、その変化を方位磁針で観察する実験
- 電流で磁界が発生することを方位磁針の向きで確認する実験

## 歴史
11世紀の中国の沈括の『夢渓筆談』にその記述が現れるのが最初だとされる。沈括の記述した方位磁針は24方位であったが、後に現在と同じ32方位に改められた。
前史として古代より中国には指南車なる差動機械が存在していた事が知られているが、これは方位を自律的に判別する機能はなかったと考えられている。方位磁針の原型となるものとしては、方位磁針相当の磁力を持った針を木片に埋め込んだ「指南魚」が3世紀頃から中国国内で使われていた。指南魚を水に浮かべることで、現代の方位磁針とほぼ同様の機能を実現する。名前に「魚」とつくのは、多くの場合木片を魚の形に仕上げ、魚の口の部分が南を向くようにしたもの（文字通り「南を指す魚」＝「指南魚」）が使われていたため。
方位磁針の改良によって航海術は著しく発達し、大航海時代が始まった。
実用的な方位磁針として最初に出現したのは、容器に入れた水の上に磁針を浮かせることで自由な回転と水平面の確保を同時に実現する方法だった。この方位磁石の欠点は、激しく揺れる船上で正確に方位を知るのが難しい点である。揺れる船上で方位を知る装置として、宙吊り式羅針盤が開発された。
ただ19世紀になると船体に木材ではなく鉄などの金属を使う船が普及し始めるが、これらの金属船では方位磁針が船体の金属の影響を受け、正確な方位を知るのが難しくなる。このためそれらの船では代わりにジャイロコンパスが方位を知るための手段として用いられるようになった。
- 中国の船乗りの方位磁石（1760年ころ）
- 18世紀の方位磁石。ジェームズ・クックがこれと同タイプを使っていた、と言われている。
- 船が傾いても水平を保つジンバル機構がついた船舶用羅針盤（18世紀）。

## 新しい技術を利用したもの

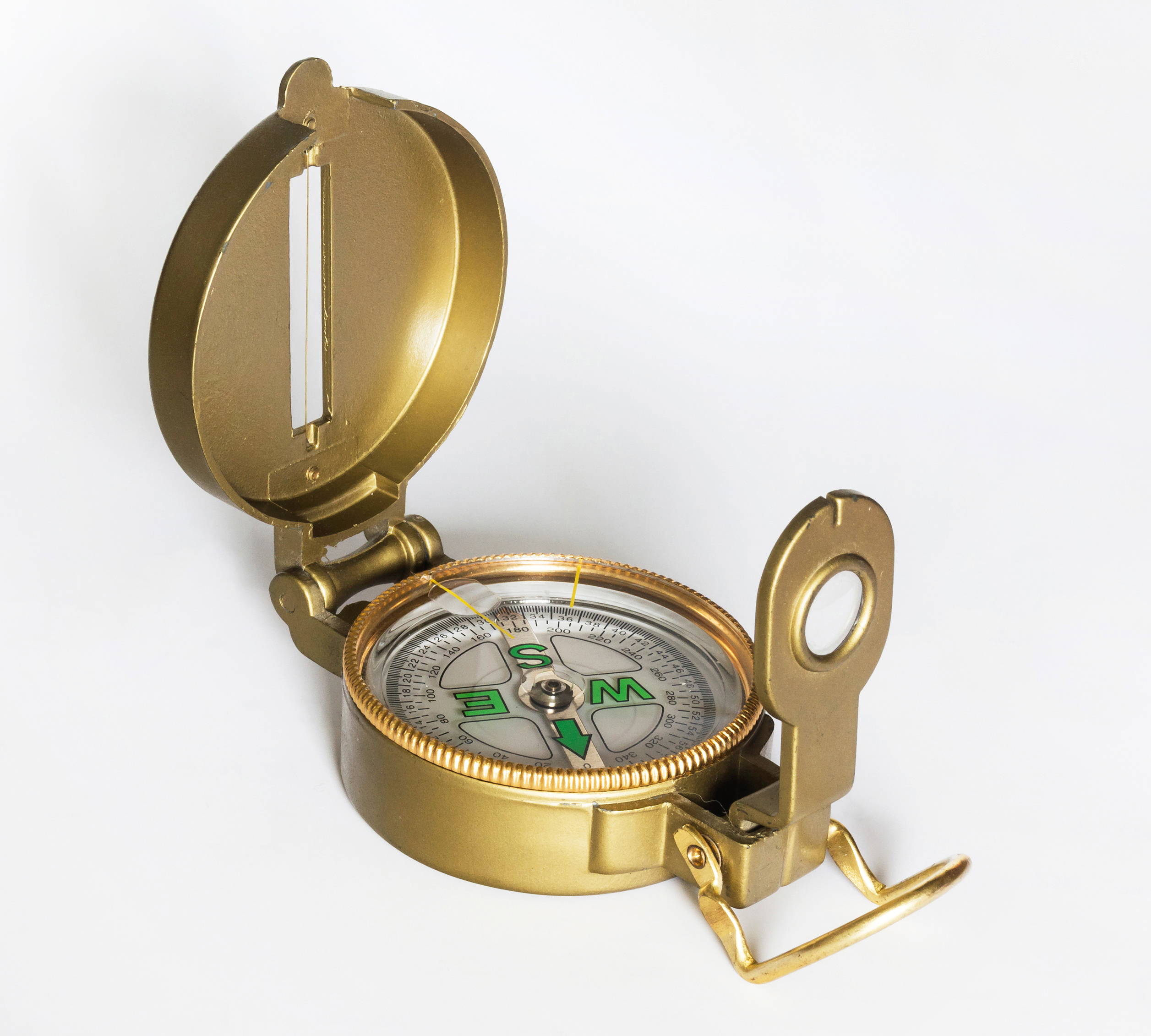
オイル充填型方位磁針の一例（レンザティックコンパス）

- 磁石の性質を利用した方位磁針では、透明な油（ダンパオイル）によって振れを低減したものがある。気圧・気温により気泡を生じることがあるが、機能・特性への影響はない。
- 磁石を用いない方位磁針として、2つの磁気センサで磁束密度を測定し、方位を割り出すものもある。
- 離れた2つのGPS受信機を使って方位を割り出すものもある。大掛かりなため、磁気以外の冗長化の手段として用いられる。運動方向の情報を使えるなら、簡易な方法として異なる時点の位置情報から運動の方角が得られる。
- 高性能なジャイロによって、地球の自転を測定し、方位を割り出す方式もある。これも大掛かりになる。
- 軍用品は、軍用地図（縮尺5万分の1で格子が入っている）と組み合わせての砲撃目標や進軍方向の決定等に使われる。「レンザティックコンパス」という。単位としてミルを使用することがある。
  - レンザティックコンパス（Lensatic Compass ）は眼の高さで水平に持ち、照準（右写真の製品の場合、蓋に抜かれている長方形の穴に張られた針金の線と、レンズの上に設けられた溝）を目標物に合わせつつ、レンズを通して盤面を見て、外周の目盛りを磁針の指す方位に一致させる。起倒式の鏡を備え、鏡に写った盤面の像を見る構造の製品もある。目標物が1つの場合は、磁針の方位を覚えるだけでも良い。目盛り線の指す方角が進むべき方向である。行進中に定期的に取り出し、自分の進路すなわちその時点で磁針の表す方角が、目標設定の時に目盛り線を置いた方角からずれ始めていないか確かめる。
- 登山やオリエンテーリングでは、目盛りや線が施された透明なプレートと、手で回転させられる方位目盛がついた方位磁針がよく用いられる。照準器を持たないため、レンザティックコンパスに比べると精度の面では劣るが、地図に直接置いて使うことができる。

- 透明なプレートと、回転する方位目盛がついたシルバの方位磁針
- 民生用のレンザティックコンパスを使って、陸上で目標の方位を正しく把握する能力が身についているか確かめる訓練を受けるアメリカ海軍兵士
- ウガンダ陸軍で陸上ナビゲーションに使われるレンザティックコンパス。照準器を使わずに体の正面で構え、方位目盛を直接見る体勢である

## 本針と逆針
方位磁針は、その用法と縁への方位の記し方により、本針と逆針とに分類される。

### 本針
本針（ほんばり）とは、針の示す方向に縁に記してある北が合致するよう、手に持って水平に回転して方位を確認する形態の方位磁針である。方位磁針の縁には、上に北、右に東、下に南、左に西と記してある。一般的な方位磁針は全てこれ。

### 逆針
逆針（さかばり）とは、船体などに方位磁針の本体を固定して、針の示す方向の縁に記してある方位を進行方向の方位として確認する形態の方位磁針である。これは江戸時代に測量士の金沢清左衛門（かながわせいざえもん）が発明したものであり、方位の記述は通常と逆、すなわち船首方向は北（子）が固定され、右舷方向には西（酉）、船尾方向には南（午）、左舷方向には東（卯）が記されてある。
揺れる海上では、手に持って体を水平に回転させるよりも、船に固定したほうが使い易い。針上に記されているN極と縁に記されている方位が合致したとき、その船はその縁に記された方位に向かっていることとなる。例えば、船が東に向かっている場合には、針のN極は左舷方向である東（卯）を指しているので、船が東（卯）の方向に向かっていることが判る。先述の軍用コンパスや羅針儀にも類似する仕組みが見られる。
日本の航海用語で船の右方向への旋回のことを「面舵」と言うが、これは元来「卯の舵」であり、舵の柄を左舷壁（逆針の縁に卯と記されている）方向へ寄せることを意味している。同様に、左方向への旋回を指す「取舵」は「酉舵」、つまり舵の柄を右舷壁（逆針の縁に酉と記されている）方向へ寄せることに由来する。

## 主な製造元

### 日本
コンパス
- ワイシーエムコーポレーション[29]（YCMコンパス）- 1925年に創業した日本最古の方位磁石メーカー。現在も多くの磁気コンパスを製作している。レンザティックコンパスの「9000L」が陸上自衛隊で使用されている。

過去には、「東京磁石工業（東京コンパス）」も専門で製造していた。同社は1948年に創業し、方位磁針の生産量日本一を誇っていたが2016年に廃業した。その後、エバートラスト(株)を立ち上げ別事業を行っている。なお、現在販売されているコンパスは他社製である。
ジャイロコンパス
- 布谷舶用計器工業[32] - 1892年に日本で初めて舶用磁気コンパスの製造に取り組んだ会社。現在も舶用のコンパスを製造している。
- 東京計器[33] - 1901年から航海用磁気コンパスの生産を開始。
- 大航計器製作所[34] - 1911年創業以来、舶用磁気コンパスの製造をしている。
- 佐浦計器製作所[35] - 1916年創業以来、舶用磁気コンパスの製造をしている。

### 海外
- シルバ（SILVA）- 1932年にスウェーデンで創業した方位磁針のトップメーカー。
- スント（SUUNT）- 1936年にフィンランドで創業した精密機器メーカー。
- ブラントン（Brunton）- 1894年にアメリカで創業した精密測定機器メーカー[36]。
- カメンガ（Cammenga）- 米軍で使用されている方位磁針を製造している[37]。
- F. W. Breithaupt & Sohn - ドイツの精密測定機器メーカー[38]。